# Jean Klein
Jean Klein (francès: Jean-Claude Klein)  (Créteil, 22 de juny de 1944 - Gap, 1 de desembre de 2014) fou un remer francès que va competir durant la dècada de 1950. Feia de timoner.
El 1960 va prendre part en els Jocs Olímpics d'Estiu de Roma, on guanyà la medalla de plata en la prova del quatre amb timoner del programa de rem. Formà equip amb Robert Dumontois, Claude Martin, Guy Nosbaum i Jacques Morel.